# Rhynchospora paraensis
Rhynchospora paraensis là loài thực vật có hoa trong họ Cói. Loài này được Schrad. ex Kunth miêu tả khoa học đầu tiên năm 1837.